# Hereditary
Hereditary és una pel·lícula de terror sobrenatural americana escrita i dirigida per Ari Aster, que debuta com a director. És protagonitzada per Toni Collette, Alex Wolff, Milly Shapiro, Ann Dowd i Gabriel Byrne. La pel·lícula es va estrenar el 21 de gener de 2018 a la secció de mitjanit del Festival de Cinema de Sundance 2018, i es va estrenar als cinemes el 8 de juny de 2018. Va ser lloada per la crítica, que la va definir com a "genuïna, inquietament impactant en el pla emocional".

## Argument
Annie Graham (Toni Collette), una artista miniaturista, viu amb el seu marit Steve (Gabriel Byrne), el seu fill adolescent Peter (Alex Wolff) i la seva filla de 13 anys Charlie (Milly Shapiro). Al funeral de la seva mare Ellen, Annie pronuncia un encomi explicant la relació tensa amb la seva mare, que era extremadament reservada. Al cap de poc, informen l'Steve que la seva tomba ha estat profanada mentre que l'Anne creu que ha vist l'Ellen al seu taller. En un grup de suport per aquells que han perdut algú estimat, l'Annie explica que mentre creixia la resta de la seva família, incloent-hi l'Ellen, van patir diverses malalties mentals que els van ocasionar la mort.

## Repartiment
- Toni Collette com Annie Graham
- Alex Wolff com Peter Graham
- Milly Shapiro com Charlie Graham
- Gabriel Byrne com Steve Graham
- Ann Dowd com Joan

## Estrena
El tràiler oficial de la pel·lícula es va estrenar el 30 de gener de 2018.
El dia Anzac de 2018, el tràiler d'Hereditary es va emetre abans d'una sessió de la pel·lícula familiar apte per a tots els públics Peter Rabbit a un cinema de Innaloo, Austràlia Occidental. Segons un informe de The Sydney Morning Herald, l'avançament d'Hereditary es va mostrar accidentalment a públics familiars i això va crear una mica de pànic al cinema. Aparentment el cinema estava ple de families, incloent-hi "almenys 40 criatures".
La pel·lícula es va estrenar el 8 de juny de 2018 als Estats Units per A24. Al Regne Unit es va estrenar el 15 de juny de 2018 per Entertainment Film Distributors. Es va estrenar el 13 de juny de 2018 a França; el 22 de juny, a Espanya i el 26 de juliol s'estrenarà a Itàlia.